# Johann Pfeiffer (Komponist)
Johann Pfeiffer (* 1. Januar 1697 in Nürnberg; † 11. Oktober 1761 in Bayreuth) war ein deutscher Komponist und Kapellmeister des Spätbarock.

## Leben
Johann Pfeiffer hatte in seiner Jugend Musikunterricht bei verschiedenen Lehrern in seiner Heimatstadt Nürnberg. Nach Studien des Rechts in Leipzig und Halle war er für sechs Monate in der Hofkapelle des Grafen Heinrich Reuß-Schleiz als Geiger angestellt. Ab 1720 wurde er Geiger in der Hofkapelle in Weimar. 1726 wurde er Konzertmeister, und Herzog Ernst August schenkte ihm zum Geburtstag eine wertvolle Violine von Jakob Stainer. In den Jahren 1729 und 1730 begleitete er seinen Dienstherren auf eine Reise durch Holland, die Habsburgischen Niederlande und Frankreich. 1732 wirkte Pfeiffer einige Monate in Berlin, bevor er auf Empfehlung des Kronprinzen Friedrich 1734 Hofkapellmeister des Markgrafen Friedrich III. in Bayreuth wurde. Markgräfin Wilhelmine erhielt bei Pfeiffer Kompositions-, Violin- und Generalbassunterricht. In Bayreuth schloss er sich der Freimaurerloge Zur Sonne an.

## Werk
Ein großer Teil von Pfeiffers Werken gilt als verschollen, einige ihm zugeschriebene Sinfonien könnten eventuell von seinem Sohn Johann Michael Pfeiffer (um 1750 bis nach 1800) stammen. Pfeiffer komponierte auch für die Bühne, speziell für das Markgräfliche Opernhaus, das auf Betreiben von Wilhelmine und ihres Gatten in Bayreuth errichtet wurde, eines der wenigen erhaltenen deutschen Barocktheater. Mehrere seiner sakralen Kompositionen sind mit denen von anderen Komponisten namens Pfeiffer verwechselt worden, da all seine Manuskripte nur mit „del Sign. Pfeiffer“ gekennzeichnet waren. Seine erhaltenen Werke zeigen spätbarocke süddeutsche Merkmale mit italienischem Einfluss. In seinen Orchestersuiten ist die Nähe zu den Suiten Johann Sebastian Bachs zu spüren.
Die technischen Anforderungen in seinen erhaltenen Konzerten und Kammermusikwerken sind sehr unterschiedlich, vermutlich komponierte er einen Teil der Werke für den eigenen Gebrauch und andere Werke wiederum, die eher Liebhaberansprüchen genügen, für seine jeweiligen Dienstherren und deren Hofstaat. Von der Beliebtheit seiner Werke zeugen die zahlreichen Einträge in Katalogen von Breitkopf & Härtel aus den 1760er Jahren.